# Riccardo Lombardi
Riccardo Lombardi (Regalbuto, 16 de agosto de 1901-Roma, 18 de septiembre de 1984) fue un ingeniero, político y partisano antifascista italiano.

## Biografía
En su juventud se afilió al Partido Popular Italiano de Luigi Sturzo. En 1920 se adhirió al Partido Cristiano, fundado por los exponentes de izquierda del Partido Popular. Con la supresión de los partidos políticos realizada por Mussolini, Lombardi paso a actuar en la clandestinidad.
En 1942 participó en la fundación del Partido de Acción, que aglutinaba a los movimientos opositores antifascistas. Con el final de la Segunda Guerra Mundial formó parte del nuevo gobierno de Alcide de Gasperi como ministro de transportes.
Al disolverse el Partido de Acción se adhirió al Partido Socialista Italiano, convirtiéndose en diputado, puesto que mantuvo ininterrumpidamente hasta 1983. En el seno del PSI asumió una posición de crítica constructiva, en contra de las alianzas de gobierno con la Democracia Cristiana.